# Kristian Digby
Kristian Digby (Torquay, 24 juni 1977 – Londen, 1 maart 2010) was een Engels tv-presentator en regisseur die onder meer To Buy or Not to Buy presenteerde op BBC One. Op 1 maart 2010 werd bekendgemaakt dat hij dood was aangetroffen. De doodsoorzaak was een auto-erotisch ongeval.

## Leven
Digby kwam uit een familie van projectontwikkelaars. Hij zat op de Bramdean School in Exeter, waar hij ontdekte dat hij dyslexie had. Hij presenteerde later een documentaire voor de BBC genaamd Hiding the Truth: I Can't Read, waarin hij naar de school terugkeert. In 1997 won hij met de film Words of Deception een BAFTA. Met zijn film Last Train to Demise, waar actrice en model Lucy Perkins in voorkwam, won hij een jaar later de prijs voor de beste studentenfilm op het Melbourne Film Festival.
Digby was openlijk homoseksueel. Hij heeft gezegd dat hij zijn geaardheid ontdekte toen hij voor zijn graad studeerde in de richting 'Film, video en fotografische kunsten' aan de Universiteit van Westminster, waar hij studeerde van 1995 tot 1998. Volgens een vriend had hij een jaar daarvoor een relatie van acht jaar beëindigd.

## Televisiecarrière
Digby's televisiecarrière begon bij ITV met het programma Nightlife. Ook regisseerde hij in die tijd televisieprogramma's als HomeFront, Fantasy Rooms, She’s Gotta Have It (waar Perkins ook in voorkwam), Girls On Top en The O-Zone. In 2001 presenteerde Digby That Gay Show op BBC Choice. 
Begin 2003 presenteerde Digby verschillende programma's voor de BBC, zoals Buy or Not to Buy. Ook heeft hij programma’s  als Uncharted Territory, Holiday, Trading Up, Living in the Sun en Open House gepresenteerd.
In 2006 verscheen hij in Simon Fanshawes The Trouble with Gay Me en betreurde hij het tekort aan homo-rolmodellen. In de uitgave van AXM van september 2006 verscheen hij naakt ten behoeve van een goed doel.